# أحمد عثمان (سياسي عراقي)

أعضاء مجلس الأعيان العراقي لسنة 1933.
الجالسون من اليمين:
عزرا مناحيم دانيال، عبد الله الصافي، فخري آل جميل، قاسم أغا، ياسين الخضيري، أحمد عثمان، مولود مخلص، طه الراوي.
الواقفون من اليمين:
الحاج محمد الأستربادي، علوان الياسري، الحاج حسن الشبوط، سيد محمد الصدر، محمد علي بحر العلوم، نوري الياسري، عداي الجريان.

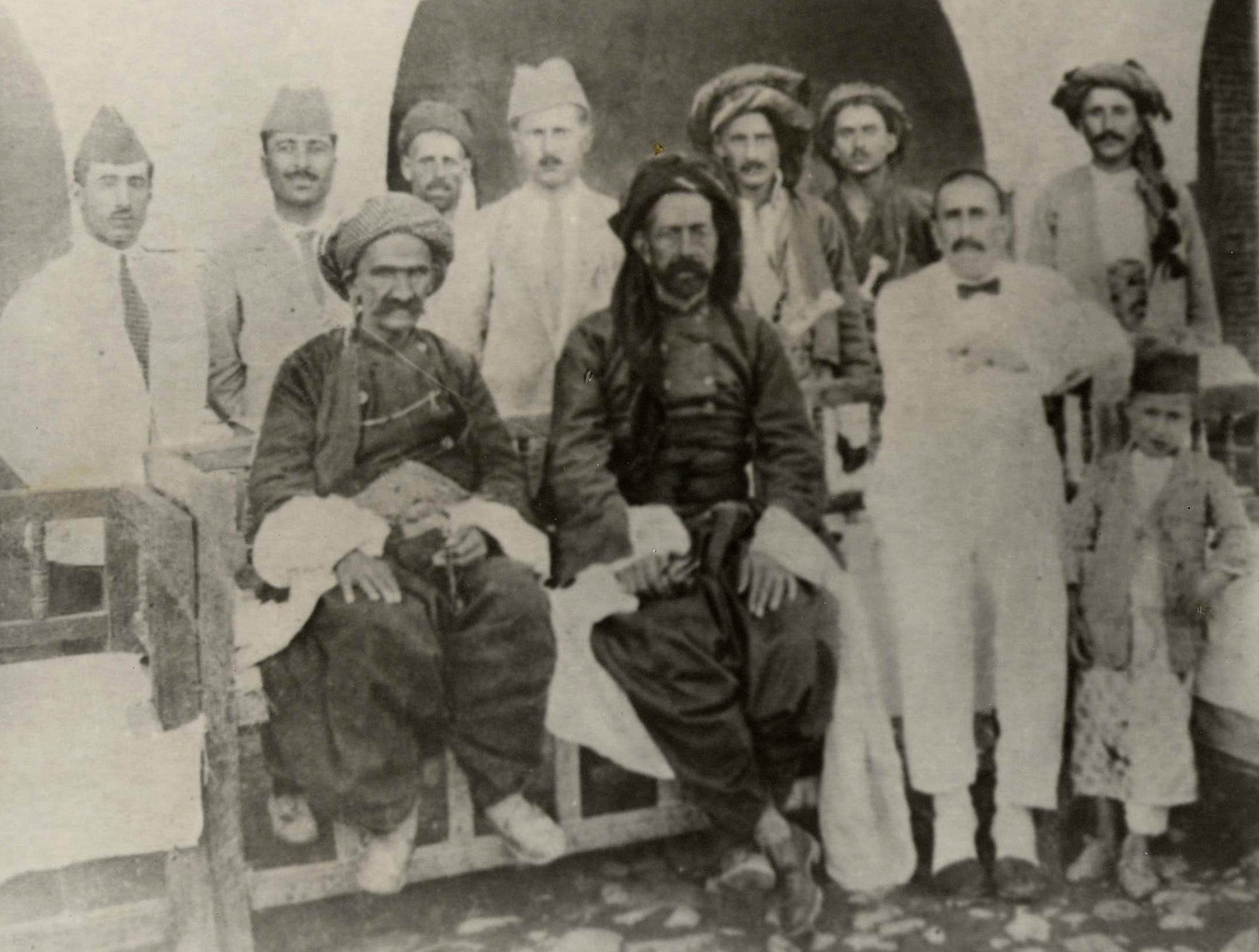
أحمد عثمان مع الشيخ محمود الحفيد في السليمانية عام 1927 عندما كان متصرفا للسليمانية.
الجلوس من اليمين: أحمد عثمان وابنه زيد عثمان، الشيخ محمود البرزنجي الحفيد، الشيخ حما غريب.
حافظ أحمد عثمان على علاقة قوية مع الشيخ محمود كما يمكن ملاحظته في الرسائل التي تبادلاها.

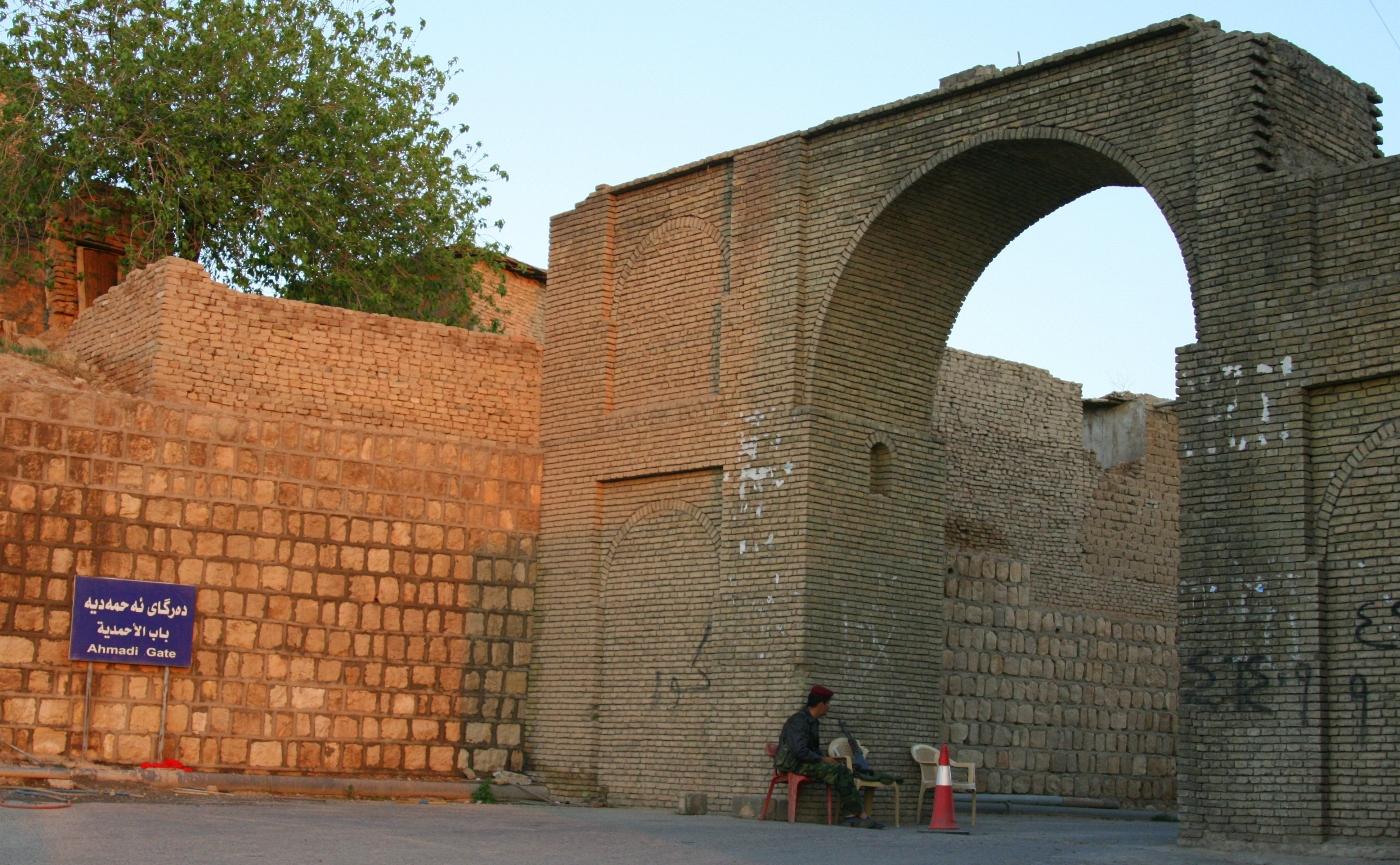
سمي باب الأحمدية نسبة إلى أحمد عثمان ، وهو واحد من مدخلي قلعة أربيل. بني الباب عندما كان أحمد عثمان متصرفا لأربيل.

أحمد عثمان أفندي (بالكردية: ئه‌حمه‌د عوسمان ئه‌فه‌ندى)‏ هو سياسي عراقي، ولد في 1879 في الموصل في العراق، وتوفي في 10 ديسمبر 1946 في أربيل في العراق.
شغل منصب متصرف أربيل للفترة (1921-1927)، ثم متصرف السليمانية للفترة (1927-1929) ثم شغل عضوية مجلس الأعيان (1929-1937)، وعضوا في مجلس النواب العراقي عن لواء أربيل.

## عائلته
تعود عائلة أحمد عثمان إلى عائلة مثقفة ومحترمة من العلماء المسلمين الذين هاجروا من إيران مع عائلات أخرى خلال القرن السادس عشر للاستقرار في أربيل في فترة حكم الشاه إسماعيل الصفوي. كان سبب الهجرة هو الخلافات بين زعيم الأسرة والشاه إسماعيل الصفوي في ذلك الوقت.
كانت عائلة أحمد عثمان معروفة وذات نفوذ في جميع أنحاء كردستان لتقواهم وتوجهاتهم الدينية. كانوا يدرسون الدراسات الإسلامية في المسجد الكبير في قلعة أربيل لعدة أجيال. كان جده، أبو بكر الثالث أفندي زعيمًا دينيًا مؤثرًا كان يُشار إليه دائمًا باسم بـ«كجوك ملا» أو ملا أفندي”، لأنه أكمل دراسته للعلوم الإسلامية في فترة قياسية كما لم يفعلها أحد من قبل في تلك السن. كان أحمد عثمان ابن عم ملا أفندي، الشخصية الكردية الشهيرة.

## سيرته
ولد أحمد عثمان عام 1879 في الموصل وكان والده قاضيا. في سنة 1906، تم عين قاضيًا في أربيل، ثم عين قاضيًا في الموصل في سنة 1911. خلال السنوات الأخيرة من الإمبراطورية العثمانية في سنة 1917 أصبح عمدة أربيل.
في سنة 1923، عين أحمد عثمان متصرفا لأربيل حتى عام 1927 حيث أصبح متصرفا للسليمانية. في عام 1929 انتقل إلى بغداد حيث عين عضوا في مجلس الأعيان العراقي في بغداد، وبقي عضوا في مجلس الأعيان حتى عام 1937، ثم انتخب عضوا في مجلس النواب الذي يمثل أربيل. وظل عضوًا في مجلس النواب لثلاث فترات برلمانية متتالية حتى وفاته في 10 كانون الأول 1946.

## علاقته مع المملكة المتحدة
حافظ أحمد عثمان على علاقات جيدة مع الإدارة البريطانية في العراق طوال فترة الانتداب البريطاني.
وقد كتبت غيرترود بيل رسالة إلى والدها في 19 تشرين الثاني 1922 تصف أحمد عثمان.
كما أشاد به إداريون ومستشارون بريطانيون آخرون مثل المقدم السير روبرت هاي، المسؤول السياسي البريطاني في أربيل، مؤلف كتاب «سنتان في كردستان. تجارب موظف سياسي 1918-1920»، وسيسيل جون إدموندز.